# Handball Club Ajax Lebbeke
Pour les articles homonymes, voir Ajax.
 (août 2017).
Si vous disposez d'ouvrages ou d'articles de référence ou si vous connaissez des sites web de qualité traitant du thème abordé ici, merci de compléter l'article en donnant les références utiles à sa vérifiabilité et en les liant à la section « Notes et références ».
L' Ajax Lebbeke était un club de handball belge, il était situé dans la ville de Lebbeke en Province de Flandre-Orientale.

## Histoire
L'Ajax Lebbeke est le fruit de la fusion entre le HBC Lebbeke et le KAV Dendermonde en 1970. Le matricule conservé est celui du KAV fondé en 1954 et porteur du matricule 043.
Après quelques saison au plus haut niveau, l'Ajax disparut à la suite d'une descente qui se suivit de problèmes économiques.

## Personnalité liée au club

### Entraineur
- Luc Vercauteren: 1998
- Frans Willemsens: 1999-2001[2]
- Wim Van Der Borght: 2001-2001
- Frank Van Uytfange: 2001-2002
- Wim Van Der Borght: 2002-2002[3]